# جایزه تونی بهترین بازیگر زن در یک نمایشنامه
 جایزه تونی برای بهترین اجرای بازیگر نقش اول زن در یک نمایشنامه جایزه‌ای است که در جوایز تونی داده می‌شود. این جایزه نخستین بار در مراسم ۱۹۴۷ با عنوان جوایز آنتوانت پری برای تعالی در تئاتر داده شد. این جایزه به بازیگران زن برای نقش اول با کیفیت در یک نمایشنامه برادوی اهدا می شود. با وجود این جایزه که برای اولین بار در ۱۹۴۷ ارائه شد ، هیچ نامزدی تا ۱۹۵۶ اعلام نشده بود. 